# République socialiste soviétique autonome bachkire
1919–1992
Entités précédentes :
- (RSFSR)

Entités suivantes :
- République de Bachkirie (fédération de Russie)

La République socialiste soviétique autonome bachkire (en russe : Башкирская Автономная Советская Социалистическая Республика, Bachkirskaïa Avtonomnaïa Sovietskaïa Sotsialistitcheskaïa Respoublika) fut parmi les premières républiques socialistes soviétiques autonomes créées au sein de la république socialiste fédérative soviétique de Russie le 23 mars 1919, au bénéfice des Bachkirs afin d'opposer, sinon de séparer ces derniers des Tatars avec lesquels étaient auparavant regroupés au sein d'une République socialiste soviétique autonome tatare-bachkire dissoute au début de l'année 1919 par le pouvoir bolchevique. La RSSA bachkire remplace le gouvernement d'Oufa dont les Armées blanches sont chassées en juin 1919.
Après la dislocation de l'Union soviétique, la RSSA bachkire  devint la république de Bachkirie, vassale de la fédération de Russie.